# Saint Louis Park
Saint Louis Park est une ville située dans le comté de Hennepin du Minnesota, aux États-Unis.

## Géographie
La ville s'étend sur 28,3 km2, dont 27,7 sur terre et 0,5 sur l'eau, dans la banlieue ouest de Minneapolis.

## Démographie
| Groupe            | Saint Louis Park | Minnesota | États-Unis |
| ----------------- | ---------------- | --------- | ---------- |
| Blancs            | 83,3             | 85,3      | 72,4       |
| Afro-Américains   | 7,5              | 5,2       | 12,6       |
| Asiatiques        | 3,8              | 4,0       | 4,8        |
| Métis             | 3,1              | 2,4       | 2,9        |
| Autres            | 1,9              | 2,0       | 6,4        |
| Amérindiens       | 0,5              | 1,1       | 0,9        |
| Total             | 100              | 100       | 100        |
|                   |                  |           |            |
| Latino-Américains | 4,3              | 4,7       | 16,7       |

Selon l'American Community Survey, pour la période 2011-2015, 87,52 % de la population âgée de plus de 5 ans déclare parler anglais à la maison, alors que 4,45 % déclare parler l'espagnol, 1,85 % une langue africaine, 0,68 % le russe, 0,62 % l'hindi, 0,50 % le français et 4,38 % une autre langue.

## Histoire

### Développements
Le village des années 1860 qui devint plus tard Saint Louis Park s'appelait Elmwood, qui aujourd'hui est un quartier de la ville. En août 1886, 31 personnes signèrent une pétition qui demandait aux commissaires du comté d'incorporer le village de Saint Louis Park. Cette pétition fut officiellement déclarée le 19 novembre 1886.
Le nom Saint Louis Park est une dérivation du chemin de fer appelé Minneapolis and St. Louis Railway qui passait dans la région. En 1892, le baron du bois, Thomas Barlow Walker, ainsi qu'un groupe de riches industriels de Minneapolis incorporèrent la Minneapolis Land and Investment Company pour s'occuper du développement industriel à Minneapolis. La compagnie de Walker commença aussi à se développer dans Saint Louis Park pour un usage industriel, commercial, et résidentiel.
En 1893, le centre ville de Saint Louis Park avait trois hôtels et beaucoup de nouvelles entreprises. Autour de 1890, le village avait plus de 600 emplois industriels, dont la majorité étaient associés à l'agriculture.

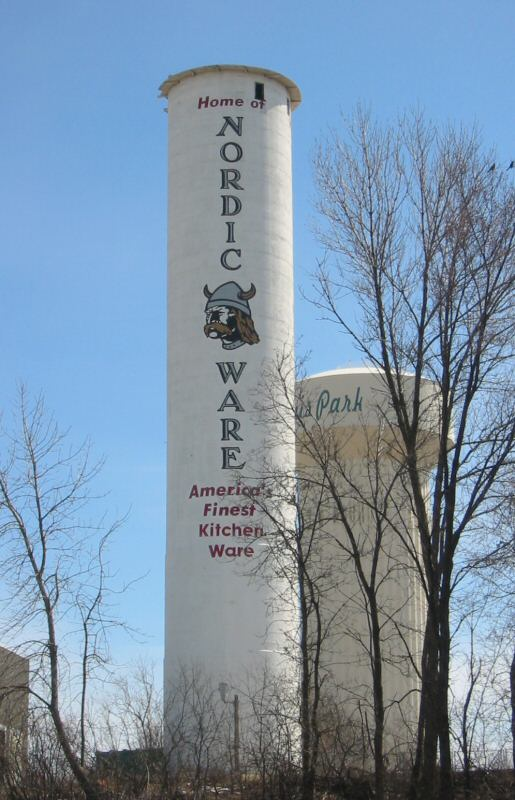
Le silo Peavy-Haglin, construit entre 1899 et 1900, existe encore aujourd'hui.

La panique financière de 1893 changea les plans des développeurs et mit un frein à la croissance du village. Walker quitta Saint Louis Park pour poursuivre d'autres affaires.
En 1899, la ville vu la construction du Peavey-Haglin Experimental Concrete Grain Elevator, le tout premier silo en béton d'entreposage pour graines, qui servait d'alternative aux silos en bois, vulnérables au feu. Malgré le surnom de "Peavy's Folly" (la folie de Peavy) et des prédictions qui disaient que le silo exploserait comme un ballon, l'expérience marcha et les silos en béton furent utilisés depuis cette époque.

### Banlieue
À la fin de la Première Guerre mondiale, seuls sept commerces de détail étaient opérationnels à Saint Louis Park car le tramway donnait aux habitants un accès facile aux commerces de Minneapolis. Pendant les années 1920, la population doubla de 2 281 à 4 710 habitants. Des constructions d'habitations vigoureuses eurent lieu à la fin des années 1930 pour répondre au besoin grandissant créé pendant la dépression. Mais avec l'implication des États-Unis dans la Seconde Guerre mondiale, tout ce développement vint à être stoppé.
La croissance explosive vint après la Seconde Guerre Mondiale. En 1940, 7 737 personnes vivaient à Saint Louis Park. En 1955, plus de 30 000 résidents les avaient rejoint. De 1940 à 1955, la croissance moyenne était à peu près l'équivalent de 6,9 personnes déménageant à Saint Louis Park chaque jour. 60 % des habitations de Saint Louis Park furent construites dans une seule explosion de construction entre la fin des années 1940 au début des années 1950. Le développement résidentiel était suivi de près par l'impatience des commerçants d'apporter des biens et des services vers ces nouveaux ménages.
À la fin des années 1940, un groupe de onze anciens médecins de l'armée ouvrirent le centre médical de Saint Louis Park (Saint Louis Park Medical Center) dans un petit bâtiment sur Excelsior Boulevard. Le centre médical fusionna avec le Methodist Hospital et est maintenant connu sous le nom de Park Nicollet Health Systems. Park Nicollet Health Systems est la deuxième plus grande clinique médicale du Minnesota (après la Mayo Clinic de Rochester).
De 1950 à 1956, 66 sous-divisions furent enregistrées pour faire de la place pour 2 700 nouvelles habitations. En 1953 et 1954, les deux dernières parcelles - Kilmer et Shelard Park - furent annexées. Ces parcelles, qui faisaient au départ partie de Minnetonka, vinrent à Saint Louis Park à cause de sa capacité de fournir un service d'eau et d'égouts.

### De village à ville
En 1954, les votants approuvèrent une charte donnant à Saint Louis Park le statut de ville. Cette action donna l'opportunité à la ville d'embaucher un gérant municipal pour assumer quelques-uns des rôles du conseil de ville. Plusieurs ponts construits durant cette époque sont maintenant en réparation ou en destruction.

## Politique et administration

### Politique fédérale
Saint Louis Park est située dans le cinquième district congressionnel du Minnesota, représenté par Ilhan Omar depuis 2019. La ville a été placée dans ce district, qui contient des segments traditionnellement libéraux de Minneapolis à cause de la réorganisation des districts après le recensement de 1990. Avant cette réorganisation, Saint Louis Park faisait partie du troisième district congressionnel, ainsi qu'Edina et d'autres banlieues conservatrices. Ce troisième district était représenté par les républicains Clark McGregor et William Frenzel de 1961 à 1991.

### Administration municipale
La ville fonctionne sous la forme du gouvernement à gérance municipale. Le conseil comprend le maire et six conseillers élus pour un mandat de quatre ans. Nadia Mohamed est élue maire le 7 novembre 2023, ce qui fait d'elle la première maire noire de la ville depuis 170 ans, ainsi que la première femme d'origine somali maire aux États-Unis.

### Liste des maires
| Période                                  | Période        | Identité       | Étiquette    | Qualité |
| ---------------------------------------- | -------------- | -------------- | ------------ | ------- |
| Les données manquantes sont à compléter. |                |                |              |         |
| 1999                                     | 2 janvier 2024 | Jeffrey Jacobs |              |         |
| 2 janvier 2016                           | 2 janvier 2024 | Jake Spano     | Indépendant  |         |
| 2 janvier 2024                           | en cours       | Nadia Mohamed  | Indépendante |         |

## Éducation
- Écoles dans le district scolaire de Saint Louis Park
  - Aquilla Primary Center
  - Cedar Manor Intermediate School
  - Saint Louis Park Junior High School
  - Saint Louis Park High School
  - Peter Hobart Primary Center
  - Susan Lindgren Intermediate School
  - Park Spanish Immersion Center

## Personnalités nées ou ayant habité à Saint Louis Park
- Joel et Ethan Coen - réalisateurs
- Peter Himmelman (en) - chanteur/compositeur
- Thomas Friedman - journaliste à The New York Times
- Nadia Mohamed, femme politique